# سونیک کرونیکلز: دارک برادرهود
سونیک کرونیکلز: دارک برادرهود (به انگلیسی: Sonic Chronicles: The Dark Brotherhood) بازی ویدئویی نقش‌آفرینی توسعه‌یافته توسط بایوور می‌باشد که در سال ۲۰۰۸ توسط سگا منتشر گردید.